# Eufairmairia tepperi
Eufairmairia tepperi är en insektsart som beskrevs av Goding. Eufairmairia tepperi ingår i släktet Eufairmairia och familjen hornstritar. Inga underarter finns listade i Catalogue of Life.